# Hombre de la esquina rosada
Hombre de la esquina rosada es un cuento del escritor argentino Jorge Luis Borges, uno de los autores más destacados de la literatura en español del siglo XX.  El autor dedicó el cuento al escritor, poeta y periodista uruguayo Enrique Amorim.
El cuento, que ha sido incluido en antologías y también adaptado a obras de teatro, películas y obras musicales, utiliza palabras arrabaleras, ordinarias, toscas y rústicas; esto como lo llamaba Borges, constituye el lenguaje orillero.

## Historia de la publicación
Una versión del cuento fue publicada por primera vez con el nombre de "Leyenda policial" en la revista Martín Fierro del 26 de febrero de 1927. Una segunda versión integró el volumen de El idioma de los argentinos en 1928 con el nombre de "Hombres pelearon" y una tercera se publicó como Hombres de las orillas en el diario Crítica del 16 de septiembre de 1933. La versión final con su nombre definitivo integró el volumen Historia universal de la infamia, que se publicó en 1935.

## Resumen del cuento
El narrador cuenta que una noche estaba en el "salón de Julia", un lugar donde se bebía, bailaba y se alternaba con prostitutas en el Barrio Santa Rita que en ese entonces era una zona rural en los suburbios de la ciudad de Buenos Aires, cuando entró Francisco Real, apodado El Corralero, dándole un empellón a la puerta. Era un hombre alto y fornido, vestido de negro, con una chalina color bayo, que venía de otro barrio, del norte, en un coche acompañado de otros hombres. Su actitud provocativa hace que primero el narrador y luego otros concurrentes se le fueran encima para pelearlo, pero el recién llegado los aparta mientras sigue hasta el fondo del lugar donde estaba Rosendo Juárez, conocido como El Pegador. Este último era un hombre que trabajaba como elemento de choque para un caudillo político y que por su coraje y habilidad con el cuchillo era respetado por  todos y admirado por la mayoría de la gente del barrio. Su mujer, conocida como La Lujanera era, entre las que iban al lugar, la más codiciada por los hombres. El Corralero desafió a Rosendo diciéndole que quería ver cuánto coraje y habilidad tenía, dada su fama de cuchillero y de malo; todos los presentes se mantienen expectantes aguardado el duelo pero El Pegador se negó a pelear. La Lujanera se le acercó, le sacó su cuchillo de entre las ropas y se lo dio en la mano pero El Pegador lo lanzó por una ventana que daba sobre el arroyo Maldonado. Entonces su mujer se arrimó al Corralero, le dijo que dejaba a Rosendo porque era un cobarde y comenzaron a bailar juntos. Los demás concurrentes hicieron lo mismo y al rato ambos se marcharon abrazados. El narrador, que se sentía deshonrado y avergonzado, salió del salón con falsas excusas y volvió poco después. Al rato entró la Lujanera sosteniendo a El Corralero agonizante y en tanto lo veían morir contó que mientras estaban afuera alguien desafió a El Corralero y le clavó un puñal; era alguien desconocido, afirmó, no era Rosendo. Cuando uno de los compañeros de Real acusó a la Lujanera de ser la agresora, el narrador se interpuso, le hizo ver que ella no hubiera tenido la fuerza necesaria para dar la puñalada y se burló de que un hombre con fama de fuerte en su barrio como el difunto fuera a terminar muriendo en ese lugar, donde nunca pasaba nada. En eso escucharon que estaba acercándose la policía a caballo y, queriendo evitar problemas, los presentes arrojaron el cadáver de El Corralero al arroyo por la ventana y continuaron bailando. Al final, el narrador-personaje insinuó que él había matado a El Corralero.
Personajes 
El narrador le describe a un Borges oyente una historia de la cual él es testigo, cómplice y autor. Es el "hombre de la esquina rosada" y se puede deducir que es un hombre que en el lugar pasa desapercibido o que, en todo caso, es percibido como insignificante. Su accionar posterior, narrado o sugerido, muestra que en realidad es una persona que defiende a todo trance sus ilusiones y sus ideales, que también son los de las otras personas del barrio donde vive, que en este caso son el coraje, la hombría, la habilidad que representaba para ellos Rosendo Juárez.

El autor de la muerte no puede ser considerado "asesino": no tiene rencor, no lo motiva la pasión, simplemente cumple con su deber como verdugo, mata a quien mató a su ídolo. Mata a quién mató sus ilusiones, sus míseras esperanzas de ascenso social y, aunque simultáneamente demostró que podía ocupar el sitial de "guapo" que junto con la vida perdiera su referente, nos enseña que tampoco esa era su intención.

Rosendo Juárez, conocido como El Pegador, representa al matón, al cacique, al duro del barrio; a aquel personaje querido por algunos, admirado y respetado por todos, pues Juárez, dado sus hazañas realizadas con el puñal, hace temblar con su sola presencia a cualquiera que sepa de él. En la historia, sin embargo, rehúye cobardemente el reto del forastero y se va para desaparecer casi por completo del resto de la narración.
Francisco Real, apodado El Corralero, es el retador, descrito como un tipo alto y fornido vestido de negro con una chalina color bayo cuya voz, potente y autoritaria, reflejaba su personalidad. Viene de otro barrio expresamente a desafiar a pelear a El Pegador para incrementar su fama y demostrar que es más varón.
La Lujanera es una prostituta, la mujer más bella del lugar, codiciada por cualquier hombre, pero que estará en la misma noche con los tres más valientes: primero Juárez, luego Real y, finalmente, el hombre de la esquina rosada. Será la única visible testigo de la muerte de Real. Asimismo, tal vez de lo visto por esta mujer es que surge el nombre de la historia, pues ella dice que vio a un hombre desconocido darle a El Corralero la puñalada fatal.

## Ubicación de los hechos narrados
En un reportaje Jorge Luis Borges dijo que parecía que el arroyo Maldonado creaba barrios malos, barrios de prostíbulos, de malevaje, por cualquier parte en Palermo, o en Villa Crespo, o en los fondos de Flores, y que a su Hombre de la esquina rosada lo situó un poco más lejos, más allá de Flores y le dio una fecha indeterminada. Luego agregó "Lo hice deliberadamente. Porque creo que un escritor no debe intentar nunca un tema contemporáneo, ni una topografía muy estricta. Porque inmediatamente van a descubrir errores. O, si no los descubren, van a buscarlos, y, buscándolos, los encontrarán. Por eso, yo prefiero situar mis cuentos siempre en lugares un poco indeterminados y hace muchos años.
En el cuento se dice que Rosendo Juárez era un hombre fuerte de Villa Santa Rita. Sus límites oficiales son las calles Condarco, Miranda y Joaquín V. González y la avenida Gaona. Al norte tiene a Villa del Parque, y al sur, a Floresta. 
El salón de Julia aparece ubicado según el cuento entre el camino de Gauna, que ahora es la avenida Gaona, y el arroyo Maldonado que actualmente está entubado bajo la avenida Juan B. Justo. Como en Santa Rita esas dos avenidas se hallan a sólo una cuadra de distancia el "salón de Julia" tenía que estar situado en la cuadra que corre entre ambas avenidas de cualquiera de las siguientes calles: Joaquín V. González, San Nicolás, Emilio Lamarca o Concordia. Y en ninguna otra porque, a partir de allí Juan B. Justo y Gaona se van alejando una de la otra. 
La referencia de que El Corralero y sus compañeros vienen del norte, debe entenderse como de lo que se conoce actualmente como Barrio Norte, siempre de la ciudad de Buenos Aires.
En cuanto a la época, se describe un lugar previo a la urbanización y se menciona a la habanera como música ya reemplazada por el tango que es lo que se estaba ejecutando y bailando en el lugar, lo que permite ubicar el hecho entre la última década del siglo XIX y la primera del siglo XX.

## Comentario de Borges
En una conferencia pronunciada en el auditorio de la Universidad de Antioquia, Colombia, en 1963 decía Borges: 

"Hace cerca de cuarenta años yo cometí la imprudencia de escribir un cuento titulado El hombre de la esquina rosada, cuyo tema es ése: el desconocido que provoca a un desconocido, el desconocido que llega de un barrio lejano a un barrio perdido en el oeste de Buenos Aires, y desafía a otro a pelear con él. Ahora, cuando escribí ese cuento lo hice con un propósito visual, porque me había impresionado lo visual de muchos cuentos de Stevenson y de Chesterton. Y pensé que sería curioso aplicar la materia orillera a esa técnica, esa técnica que quiere que cada cosa ocurra de un modo vívido; es decir, que todas las cosas ocurran como un ballet (y hace unos tres o cuatro años se ha hecho un ballet con ese argumento de El hombre de la esquina rosada). Ahora bien, en ese cuento yo necesitaba que la provocación fuera brusca. Y así, el corralero entra en el salón de baile y provoca bruscamente al guapo local, que se llama, creo, Rosendo Suárez. Bueno, cuando escribí ese cuento sabía, porque lo había presenciado muchas veces, que eso era históricamente falso. Las provocaciones nunca se hacían así. Llegaba el desconocido, se acercaba respetuosamente al hombre que iba a desafiar, lo colmaba de elogios, y luego esos elogios eran tan copiosos que se habían convertido en burlas, y luego lo desafiaba a pelear.

En la entrevista que le realizara Radio Nacional de España, Borges contaba lo siguiente: 

"De todas las adaptaciones cinematográficas de mi obra, sólo hubo una buena: el mal cuento Hombre de la esquina rosada inspiró un excelente film con el mismo título, dirigido por René Mugica. Era éste un film admirable, muy superior al relato endeble en el cual se inspiró. Lo demás que se ha hecho prefiero callarlo. (...) Luego hubo una película titulada Los otros (Les autres (1974), de Hugo Santiago). Eso se hizo en francés. No recuerdo el nombre del director. Se estrenó en París, donde fracasó. Yo no la vi nunca. También hicieron otras películas de las cuales no quiero acordarme. (...) Aunque participé en alguno de los guiones, luego todo aquel trabajo fue transformado de tal manera –quizá mejorado– que yo no lo reconocí al ver el producto final. Por ejemplo, en uno de aquellos films habían invertido el orden cronológico del relato: empezaban por el medio, luego iban al final, y para terminar, volvían al principio. Todo eso sin que yo tuviera nada que ver. Por eso siempre les digo a los cineastas que hagan lo que quieran con mis argumentos. Yo prefiero que no pongan mi nombre para no hacerme responsable de nada. Aun así, ellos insisten en poner mi nombre y luego yo resulto responsable de la ofensa".

Según una interpretación hecha desde el punto de vista psicoanalítico, es «como si Borges, a través de la magia de la literatura, se hubiera concedido a sí mismo el rol de un compadrito que, cuchillo en mano, consigue, dar muerte a un guapo bravo del Norte.»

## Crítica
El crítico Eduardo Pérsico afirmó que este cuento es «una pintura precisa de una época del arrabal de Buenos Aires, perfecta calidad borgeana en cada fragmento y señaló que en la escena en la cual el personaje Francisco Real entró a los gritos al prostíbulo el relator que había estado de espaldas a la puerta, "al verlo exclama “el hombre era parecido a la voz”. Siete palabras no más y deja un concepto definitivo del tipo, esa era la calidad de Borges cuentista armando frases perfectas y definitivas que mostraban su capacidad incansable para corregir."

## Reaparición de un personaje
En otro relato, Historia de Rosendo Juárez de El informe de Brodie de 1970, El Pegador le contará al propio Borges por qué no luchó esa noche. Porque le pareció cosa de botarates esa de pelear porque sí para probar que se tiene coraje. Y le dice que si él esa noche hubiese tenido miedo, hubiese peleado... Y es que el verdadero guapo sólo pelea cuando "no hay otro remedio". Si esto puede ser una autojustificación en el caso de Rosendo, o un cuestionamiento profundo al machismo criollista con su rígido y alardeado culto al coraje, eso queda al libre criterio de cada cual.

## Adaptaciones y obras derivadas
Hay una película argentina del mismo nombre, inspirada en el cuento con adaptación de Joaquín Gómez Bas, Carlos Adén e Isaac Aisenberg, estrenada el 26 de junio de 1962 dirigida por René Mugica, cuyos actores principales son Francisco Petrone, Jacinto Herrera, Walter Vidarte y Susana Campos. 
En la película surge otra variante sugestiva de la historia. El director le da como contexto las celebraciones del centenario de la patria en 1910, y es en medio de los festejos populares donde, liberado por el indulto general, aparece el personaje, encarnado magistralmente por Francisco Petrone, y que no quiere tener problemas con nadie, pero a quien la fatalidad u otro factor misterioso va a ir guiando hasta su destino final, en la culminación de esa noche.
Y es acá donde vamos a encontrar la otra variante del relato. Si Rosendo, interpretado por Jacinto Herrera, se niega a luchar y arroja el cuchillo es porque no puede pelear con un muerto. Francisco Real está poseído por alguien que murió en la cárcel y que a través de él viene a vengarse de todos aquellos que fueron los causantes de su ruina, y, en especial, de Rosendo, quien además le había quitado a la Lujanera. Y esto es lo que se debe tener en cuenta durante la proyección para entender la trama fílmica cabalmente. Salvo ese detalle, la parte final del mismo sigue fielmente el relato borgeano, con el inesperado descubrimiento de quién es el narrador.
Esta película es también un verdadero clásico, y que es, justamente, la que prefirió personalmente Borges, por lo menos de todas las películas basadas en sus obras que él pudo seguir pese a su ceguera. Por otra parte, en el film hay un homenaje evidente en la presencia de ese ciego que es como una figura de Borges.
Jorge Luis Borges y Astor Piazzolla compusieron una suite para doce instrumentos, narrador y cantante inspirada en el cuento y que también lleva el nombre de El hombre de la Esquina Rosada para el álbum de 1965 titulado El Tango. También existe una versión grabada por Daniel Binelli, Jairo y Lito Cruz. Hay también una adaptación teatral de Isaac Aisenberg. 
En el año 2006 el Banco Central de la República Argentina (BCRA) hizo una edición limitada de 2000 monedas de plata 900 con la figura de Jorge Luis Borges, como parte de los homenajes por el 20º aniversario de su muerte, que tenían de un lado el retrato del escritor y, del otro, un dibujo inspirado en “Hombre de la esquina rosada". El valor nominal era de un peso, pero las vendía a 185 pesos cada una (60 dólares estadounidenses).

## El manuscrito original
En octubre de 1996 el coleccionista argentino Eduardo Constantini adquirió en una subasta de la galería Christian de Quay-Francis Lombrail de París en 164 000 dólares estadounidenses dos lotes de textos manuscritos de Borges que incluían el correspondiente al cuento Hombre de la esquina rosada.